# Zéine

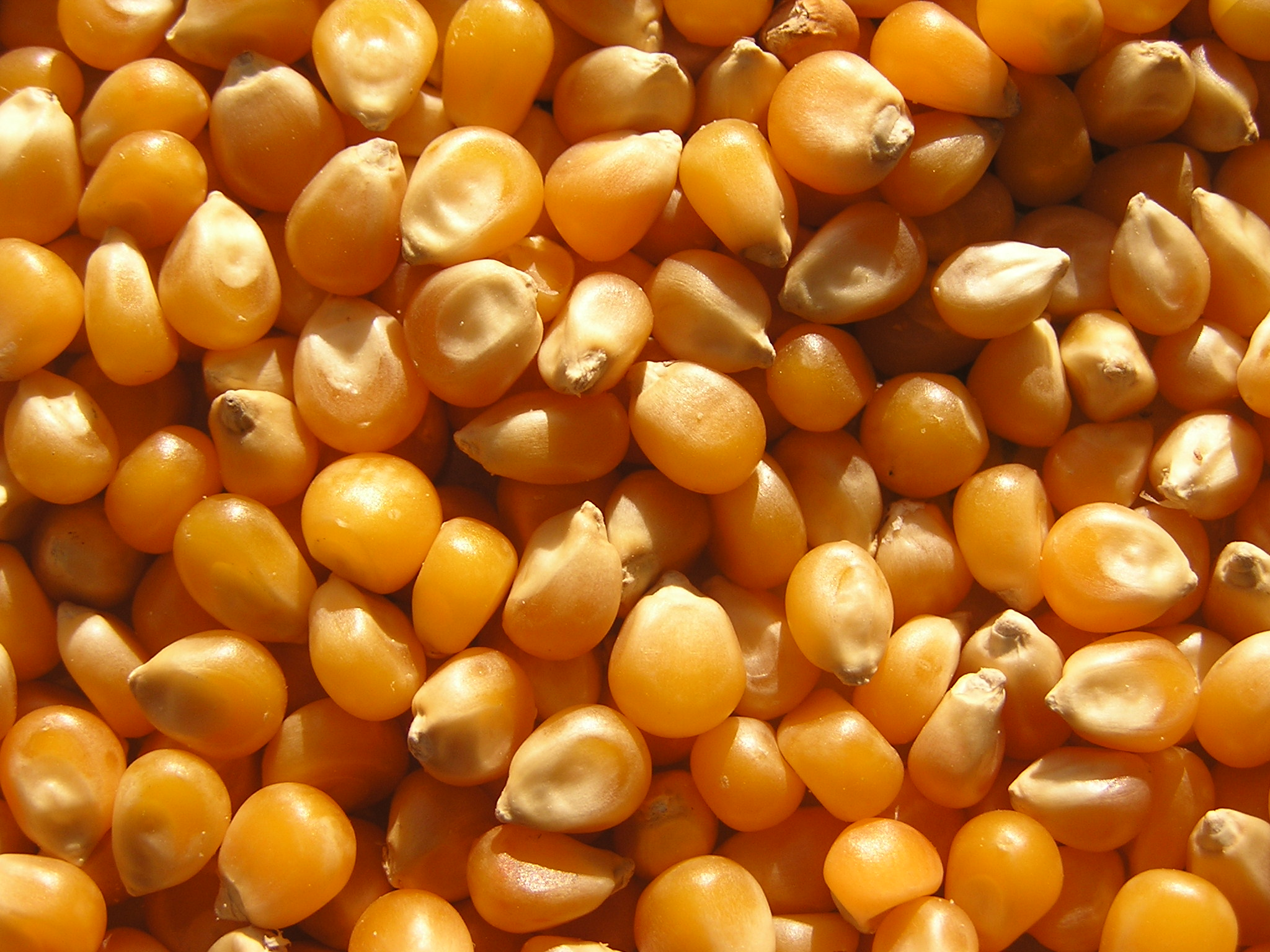
Grains de maïs

La zéine est une classe de protéine prolamine du grain de maïs. Elle est en général produite sous forme de poudre à partir du gluten de maïs.
La zéine est l'une des protéines végétales les mieux comprises qui a un grand nombre d'applications industrielles et alimentaires,.
Historiquement, elle a été employée pour la fabrication d'une vaste gamme de produits commerciaux,  dont des revêtements pour gobelets en carton ou bouchons de bouteilles de sodas, des étoffes d'habillement, des boutons, des adhésifs, des enduits et des liants. 
La zéine pure est incolore, inodore, sans saveur, dure, insoluble dans l'eau et comestible, ce qui la rend inestimable pour les produits alimentaires et pharmaceutiques, en concurrence avec la gomme laque. Elle est actuellement utilisée comme enrobage pour bonbons, cacahuètes, fruits, pilules et autres aliments ou médicaments encapsulés. Aux États-Unis, elle peut être étiquetée comme « confectioner's glaze » et utilisée comme enrobage sur des produits de boulangerie ou comme « protéine végétale ». Elle est classée comme  « GRAS » (Generally Recognized as Safe, c'est-à-dire généralement reconnue comme sûre) par l'administration américaine des denrées alimentaires et des médicaments (FDA).
La zéine peut être transformée en résines et autres polymères bioplastiques qui peuvent être extrusés ou roulés en divers produits plastiques,. 
Avec les préoccupations environnementales croissantes à propos des revêtements synthétiques (tels que le PFOA) et l'augmentation actuelle du prix des produits pétrochimiques à base d'hydrocarbures, l'attention se concentre sur la zéine comme matière première de nombreuses applications de polymères non toxiques et renouvelables, en particulier dans l'industrie du papier,.
Parmi d'autres raisons qui renouvellent l'intérêt pour la zéine figurent les préoccupations concernant les coûts d'élimination des matières plastiques et l'intérêt du consommateur pour les substances naturelles. Il existe aussi de nombreuses nouvelles applications potentielles dans l'agro-alimentaire.
Des chercheurs de l'université de l'Illinois à Urbana-Champaign et de la société Wm. Wrigley Jr. Company ont récemment étudié la possibilité d'utiliser la zéine pour remplacer certaines gommes de base dans les gommes à mâcher. Ils étudient aussi des applications médicales telles que l'emploi de la molécule de zéine pour « transporter des biocomposés vers des cibles précises dans l'organisme humain » 
Selon des chercheurs, de nombreuses applications potentielles de sécurité alimentaire peuvent être rendues possibles par des emballages à base de zéine. Un prestataire de l'armée fait des recherches sur l'emploi de la zéine pour protéger les paquets de rations prêtes à l'emploi. 
D'autres applications d'emballage et de sécurité alimentaire ont fait l'objet de recherches, concernant les surgelés, les poulets pré-cuisinés les fromages et les œufs liquides. 
Des chercheurs de l'alimentaire au Japon ont remarqué la capacité de la molécule de la zéine de former une barrière étanche à l'eau.
Alors qu'il existe de nombreuses utilisations possibles de la zéine, actuelles ou potentielles, le principal obstacle à un plus grand développement commercial a été jusqu'à récemment son coût historiquement élevé.
Pour certains, la solution serait d'extraire la zéine comme sous-produit dans le processus de production de l'éthanol ou dans de nouvelles usines délocalisées.